# Jan Hrubeš
Jan Hrubeš (12. září 1951 – 23. ledna 2021) byl český pedagog, později pracovník ministerstva vnitra České republiky a úřadu městské části Praha 6.

## Život
Narodil se na Hanspaulce. Vystudoval speciální pedagogiku a věnoval se vozíčkářům a hendikepovaným občanům v organizaci Meta. Po Sametové revoluci pracoval jako vedoucí odboru Kanceláře náměstka ministra vnitra. V letech 1998–2002 pracoval jako vedoucí kanceláře starosty městské části Praha 6. Později pracoval v různých funkcích na tomto úřadě až do své smrti.
Podílel se na realizaci řady kulturních a sportovních akcí, jako například:
- koncerty v Břevnovském klášteře
- Dejvické hudební léto
- Opera v Šárce
- divadelní loď Tajemství bratří Formanů
- oslavy 60. výročí osvobození Československa
- oslavy 100 let od založení Československa
- cyklistický závod Pražská 50, poslední ročník 2021 byl proto nazván Memoriál Jana Hrubeše. Jan Hrubeš se v předešlých ročnících závodů osobně účastnil jako člen cyklistického týmu Torpedo.[3]

## Ocenění
Obdržel Pamětní odznak Armády České republiky k 60. výročí ukončení 2. světové války.
Dne 3. září 2021 mu bylo uděleno čestné občanství městské části Praha 6 – in memoriam.